# Chesterfield (Carolina do Sul)
Chesterfield é uma cidade  localizada no estado norte-americano da Carolina do Sul, no Condado de Chesterfield.

## Demografia
Segundo o censo norte-americano de 2000, a sua população era de 1318 habitantes. Em 2006, foi estimada uma população de 1327, um aumento de 9 (0.7%).

## Geografia
De acordo com o United States Census Bureau tem uma área de
8,9 km², dos quais 8,9 km² cobertos por terra e 0,0 km² cobertos por água. Chesterfield localiza-se a aproximadamente 81 m acima do nível do mar.

## Localidades na vizinhança
O diagrama seguinte representa as localidades num raio de 20 km ao redor de Chesterfield.